# Kraj Loary
Kraj Loary (fr. Pays de la Loire, wymowaⓘ) – region administracyjny w północno-zachodniej Francji. Nazwa regionu nawiązuje do jego położenia nad dolnym biegiem rzeki Loary. Ośrodkiem administracyjnym jest Nantes.
Graniczy z regionami: Bretania, Nowa Akwitania, Normandia i Region Centralny-Dolina Loary.

## Podział administracyjny

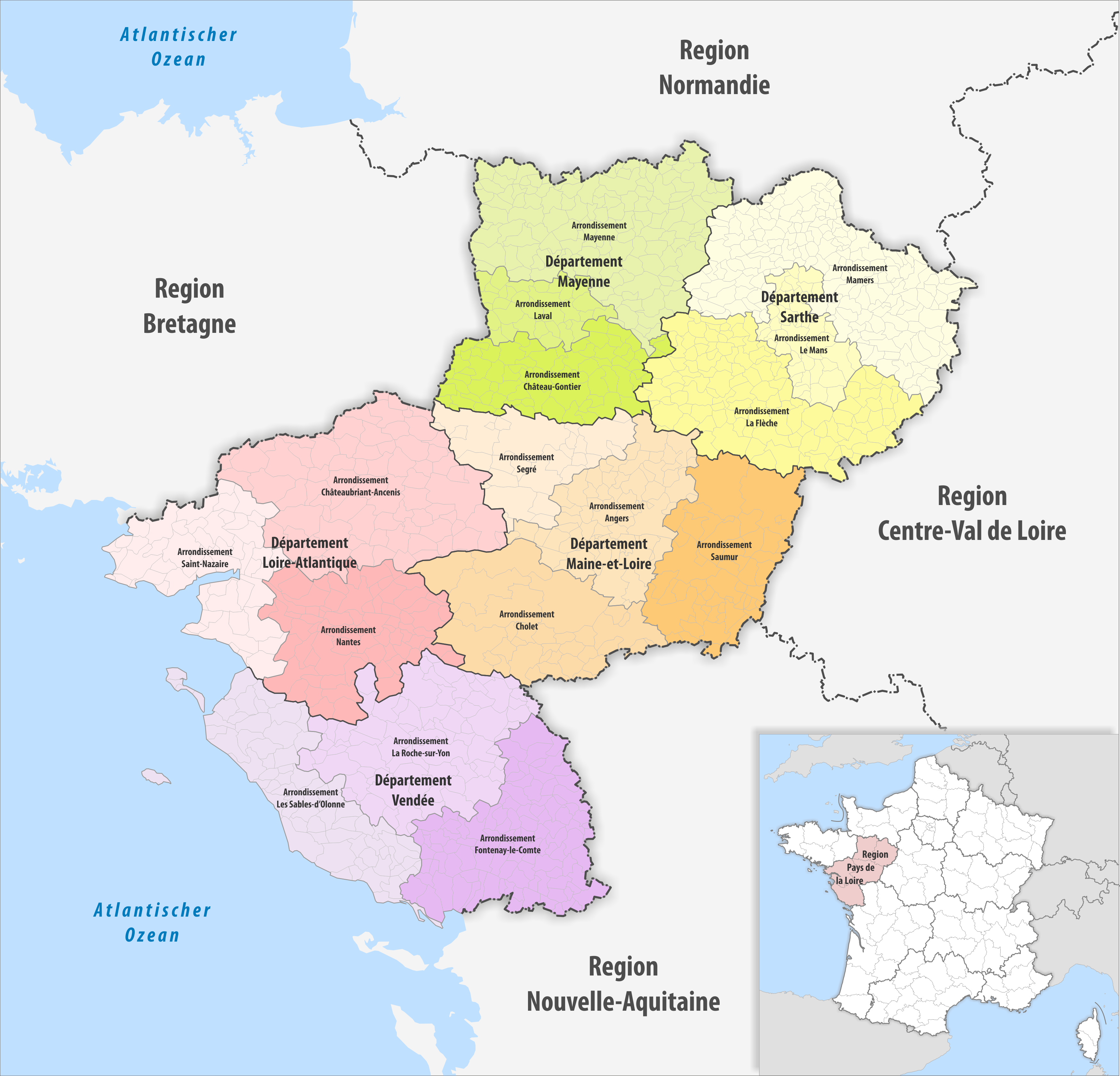
Podział regionu na departamenty i okręgi (arrondissement)

W skład regionu wchodzi 5 departamentów:
- Loara Atlantycka (Loire-Atlantique)
- Maine i Loara (Maine-et-Loire)
- Mayenne
- Sarthe
- Wandea (Vendée)

## Miejscowości
Największe miejscowości regionu (w nawiasach liczba ludności w 2020 roku):

- Nantes (320 732)
- Angers (155 876)
- Le Mans (145 155)
- Saint-Nazaire (71 887)
- La Roche-sur-Yon (55 213)
- Cholet (54 357)
- Laval (49 617)
- Saint-Herblain (49 067)
- Les Sables-d’Olonne (46 941)
- Rezé (42 993)
- Saint-Sébastien-sur-Loire (27 958)
- Orvault (27 438)
- Saumur (26 154)
- Vertou (25 879)
- Sèvremoine (25 519)
- Beaupréau-en-Mauges (23 465)
- Couëron (22 680)
- Challans (21 900)
- Chemillé-en-Anjou (21 187)
- Montaigu-Vendée (20 578)
- Carquefou (20 463)
- Bouguenais (20 450)
- La Chapelle-sur-Erdre (19 981)
- Mauges-sur-Loire (18 083)
- Segré-en-Anjou Bleu (17 660)
- Pornic (16 886)
- Château-Gontier-sur-Mayenne (16 845)
- Orée-d’Anjou (16 468)
- Loire-Authion (16 293)
- Les Herbiers (16 266)
- La Baule-Escoublac (16 160)
- Guérande (16 042)
- Montrevault-sur-Èvre (15 732)
- Sainte-Luce-sur-Loire (15 417)
- La Flèche (15 078)
- Trélazé (15 056)